# كول بوردرز 4
كول بوردرز 4 (بالإنجليزية: Cool Boarders 4)‏، هي لعبة فيديو أمريكية من نوع رياضة التزلج، وهي من تطوير ديك ناين، ونشرها سوني كمبيوتر إنترتنمنت، صدرت اللعبة في الأسواق بتاريخ 26 أكتوبر 1999، وهي الجزء الرابع والأخير من سلسلة كول بوردرز الرئيسية، وتعمل حصراً لمنصة بلاي ستيشن.